# Lord-lieutenant du Perth and Kinross
Pour les articles homonymes, voir Kinross (homonymie).
Ceci est une liste de personnes qui ont servi comme Lord Lieutenant de Perth and Kinross. L'office a remplacé le Lord Lieutenant du Perthshire et le Lord Lieutenant du Kinross-shire en 1975.
- Butter a été Lord Lieutenant du Perthshire
- Sir David Butter 1975–1995
- Sir David Montgomery, 9e baronnet 11 avril 1995 – 2006
- Brig Melville Stewart Jameson depuis le 14 août 2006 [1]